# پیونیر (آیووا)
پیونیر (به انگلیسی: Pioneer) شهری در ایالت آیووا کشور ایالات متحده آمریکا است که جمعیت آن در سرشماری سال ۲۰۱۰ میلادی، ۲۳ نفر بوده‌است.